# 內山茉莉
内山茉莉（日语：／ Uchiyama Mari，7月6日—）是日本的女性声优。生于奈良县 。隶属于81 Produce  。

## 人物
方言是关西方言。
爱好与特长是插畫 。

## 演出作品
※粗体字为主要角色。

### 电视动画
2017年
- 狐妖小红娘

2019年
- KIRA KIRA HAPPY★ 打開吧！見習神仙精靈（女子）
- KING OF PRISM -Shiny Seven Stars-（TV报道者）
- 閃躍吧！星夢☆頻道（店員）

2020年
- 22/7（河野幸、老师）
- 魔法纪录（筝曲部部员）
- 遊戲王SEVENS（2020年 - 2021年、学生[2]、女学生、卷寿司子）
- 喷嚏大魔王2020（智能手机的声音）
- 前說！（主厨 田辺）

2021年
- 奇蛋物语（女学生）
- 橘色榮耀！（女学生）
- 古见同学有交流障碍症（2021年 - 2022年、牛路田影子、女学生2、女学生1、客2、母親） - 2系列
- SELECTION PROJECT（女服务员A（明美））

2022年
- 舞伎家的料理人（舞妓，播音员）
- 遊戲王GO RUSH（2022年 - 2023年、卷卷子）
- SPY×FAMILY（伊甸学园考生）
- 派對咖孔明（游客）
- 身为女主角！被厌恶的女主角和秘密工作～（女学生B、播音员）
- 妖怪手錶♪（美游）
- 金裝的維爾梅～瀕臨留級的學生與最強災害掉入魔法世界～（女子）
- 飆速宅男 LIMIT BREAK（观众）

2023年
- BLUE LOCK 藍色監獄（少年）
- 吸血鬼馬上死2（幼年肖特）
- 魔法使的新娘 SEASON2（梅·奥特伍德[3]）
- 偶像大師 灰姑娘女孩 U149（米莉亞的妹妹）
- 英雄教室（高年級學生、下級生、女學生）
- AI電子基因（蛋糕店店員）
- 破滅的王國（操作員、情侶、達麗亞娜、魔女）

2024年
- 吉伊卡哇（むらさき、グレーの子たち）
- 七大罪 啟示錄四騎士（妖精族）
- 指尖相觸，戀戀不捨（小学男孩A）
- 神明渴求著遊戲。（使徒）
- 夜櫻家大作戰（すず）

### 动画电影
- Fate/Grand Order -终局特异点 冠位时间神殿所罗门- （2021年，迦勒底职员）
- 电影版 摇曳露营△ （2022，女高中生）

### OVA
- 12岁。 （2015，女）-《再见》2015年8月号附录

### 网路动画
- 动漫豆飯沼。 （2018年，夏花）
- 爆旋陀螺Burst （2020 年，儿童 B）
- 强力职业棒球强力高中（2021年，女学生）
- LUPIN ZERO（2022年，女学生A）

### 游戏
2014年
- ドーリィ♪カノン ドキドキ♪トキメキ♪ヒミツの音楽活動スタートでぇ〜す!![4]

2015年
- 新约·奥秘猎人 (明星侦探罗地亚[5]）

2016年
- 幻兽公主（掌管植物女神阿姆拉塔）
- 钢铁少女（白雪[6]）
- 白猫网球（符）
- 数字狂想曲（菲奥娜、米科、百合、米莉）
- 投手骑士（猪八戒、塞莉娅等等）
- 钢铁少女（白雪、睦月、奥利比、南安普敦）

2017年
- 胜利之手（美神阿佛洛狄蒂、怯懦之一击狮、无心守护者锡炉）

2019年
- 如天如地 ～激乱三国志～
- 城镇缔造者 地球防卫Live（大阪、威尼斯）
- 夢幻模擬戰 手机版（瑞斯提尔）
- 怪物彈珠（2019年 - 2024年 白兔 因幡、瑪蘿法）

2020年
- 迪士尼扭曲仙境（卡里姆·阿尔阿吉姆（幼年））
- 最终幻想VII 重制版

2021年
- 問答RPG 魔法使與黑貓維茲（伊萨克·瑟拉菲姆（幼年））
- 拼图女孩（游戏）（響）

2022年
- 緋染天空 Heaven Burns Red（2022年 - 2023年、大島四葉草）
- 无期迷途 （多莉[7]）

### BLCD
- 无药性回归（桃野香织）

### 外语配音

#### 电影
- 恶女 (恩惠<金妍雨（韩语）>）
- Christmas Again （罗薇娜<斯嘉丽·艾斯特维兹>）
- 圣诞下的雪
- 网络谜踪（ 瑪歌·金 <米雪兒·羅>）
- 神话（电影） (贝拉·格兰德 < 菲奥雷·阿根托 >等 )

#### 戏剧
- 我的全像情人
- 紫外线与黑蝎子（英语） (紫罗兰色)
- 夏令營 (電視劇) （格温（斯嘉丽·艾斯特维兹（英语） ）
- 柯明斯基理论
- 年轻一代
- 我的国家

#### 电视节目
- 问问故事小机器人

#### 动画片
- 托马斯小火车（丽贝卡、奥布里、埃丝特、玛西娅等）
  - 托马斯坦克引擎 Chao！飞行和歌唱发现！ ！ （丽贝卡，以斯帖）
  - 小火车托马斯加油！未来发明展！ （丽贝卡）
- 送你一所房子
- 问问故事小机器人（小孩、亨利等）
- 特鲁与彩虹王国( 特鲁 )
- 最勇敢的战士（猫虫）
- 熊熊遇見你（熊猫）
- 太空超人：啟示錄（蒂勒）*Netflix 版本
- YooHoo救援队！ （莫莫、朱莉、奥蒂斯）

### 有声漫画
- 欧妮埃失格(麻井惠美)
- 我才不要当什么东西!(2019年，女子 b)[8]
- 溺爱离婚(佐伯由布子)

### 节目配音
- 漫步世界街道

### 有声书籍
- 狗与魔法的幻想（2021年、黑仓读香、白、奎茵[9] ）
- 我的立场不在这里！ （2021、井原花子、姬真子等[10] ）
- Mystic・爱（2021 年、角仓芹香[10] ）

### 其他
- 大福男人秀（温泉万寿姬）

## 音乐作品

### 角色歌曲
| 发售日期      | 商品名    | 歌曲             | 音乐                                                | 备注                 |
| ------------- | --------- | ---------------- | --------------------------------------------------- | -------------------- |
| 2021年2月15日 | Twin Star | ASTRAM           | 「イルシオン」 「スターロア」                       | 『AKROGLAM』相关歌曲 |
| 2021年9月10日 | NEON Sky  | 莉娜（内山茉莉） | 「Secret base ～你給我的東西～」                    | 『AKROGLAM』相关歌曲 |
| 2022年2月28日 | AKLOGLAM  | ASTRAM           | 「Never Let Go」 「True Colors」 「アスタラビスタ」 | 『AKROGLAM』相关歌曲 |

## 外部连接
- 内山茉莉 （页面存档备份，存于） - 81 Produce的官方网站
- 内山茉莉 （页面存档备份，存于） - Twitter
- 内山茉莉のプロフィール・画像・写真 - WEBザテレビジョン （页面存档备份，存于）
- 内山茉莉 （页面存档备份，存于） - allcinema